# Blahovičník pobřežní

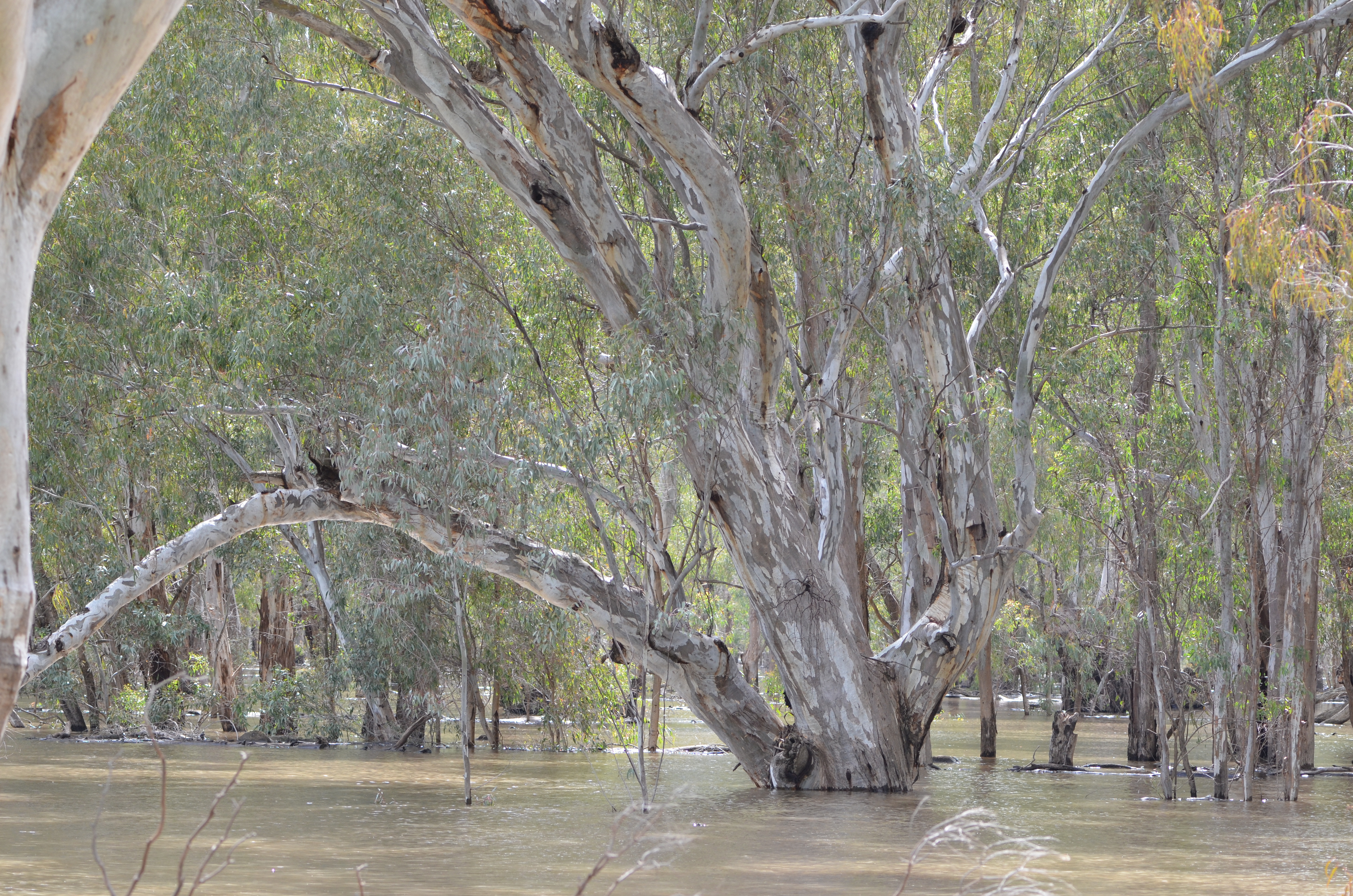
E. camaldulensis v zatopené řece

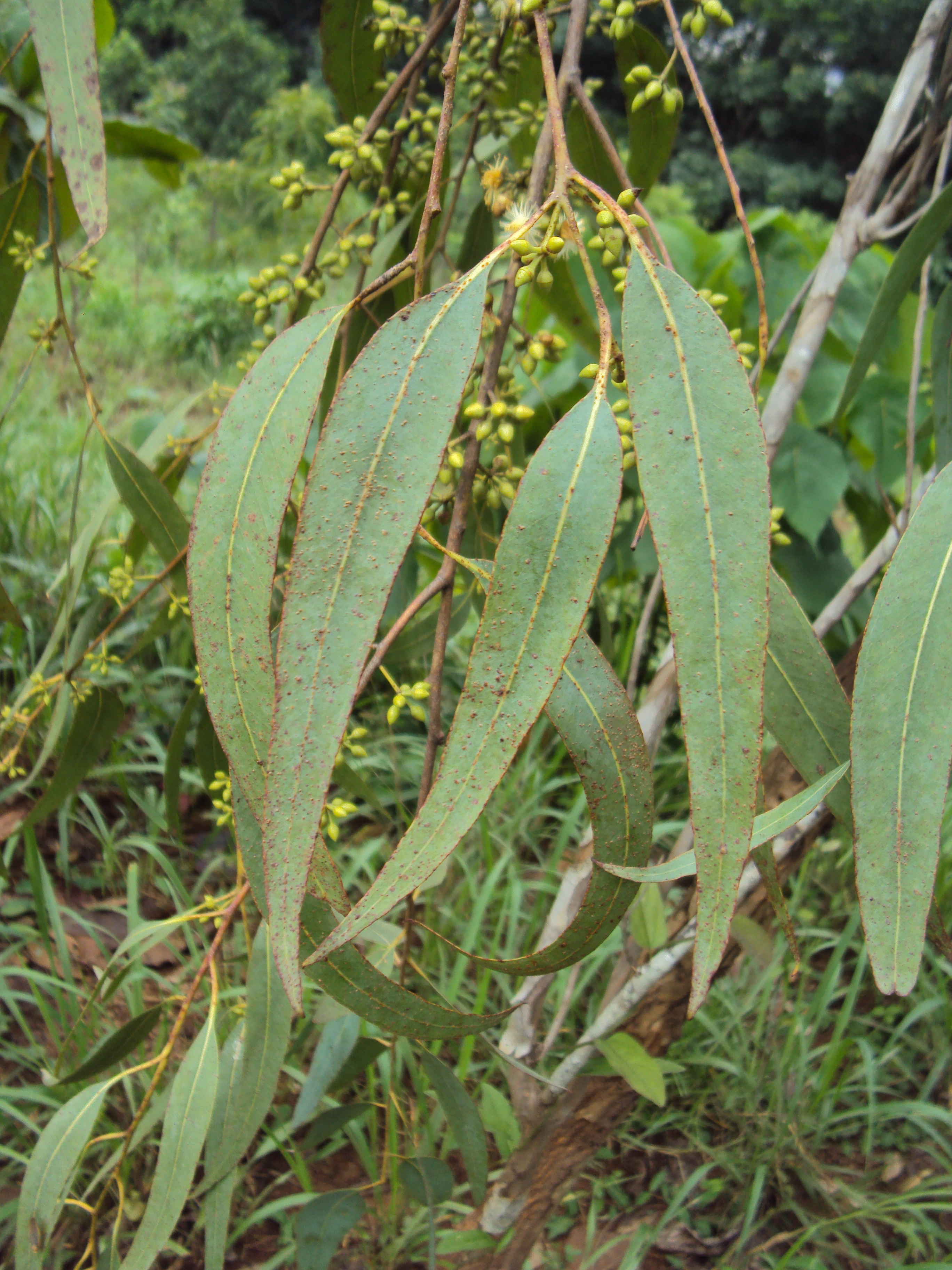
Listy

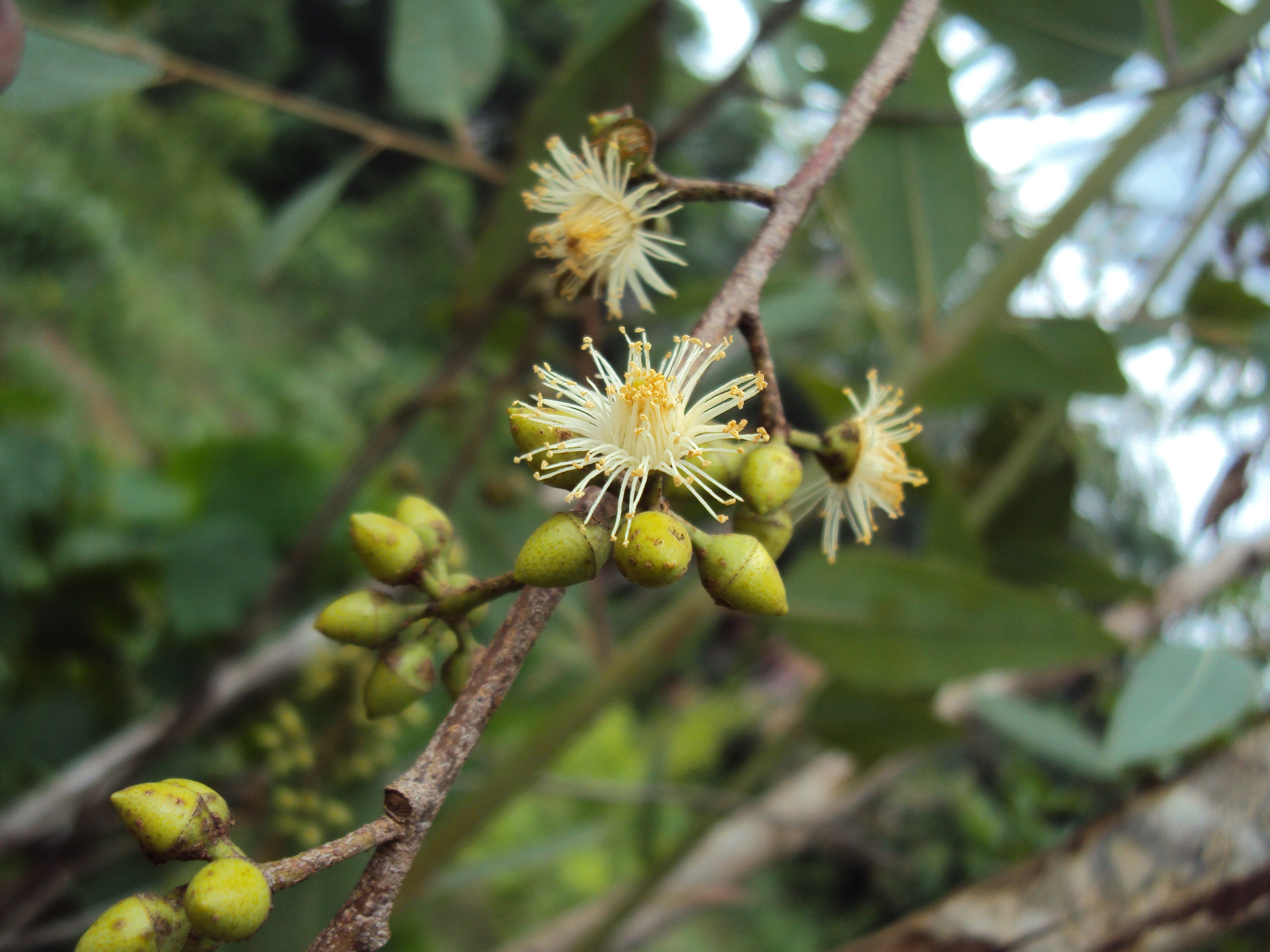
Květy a poupata

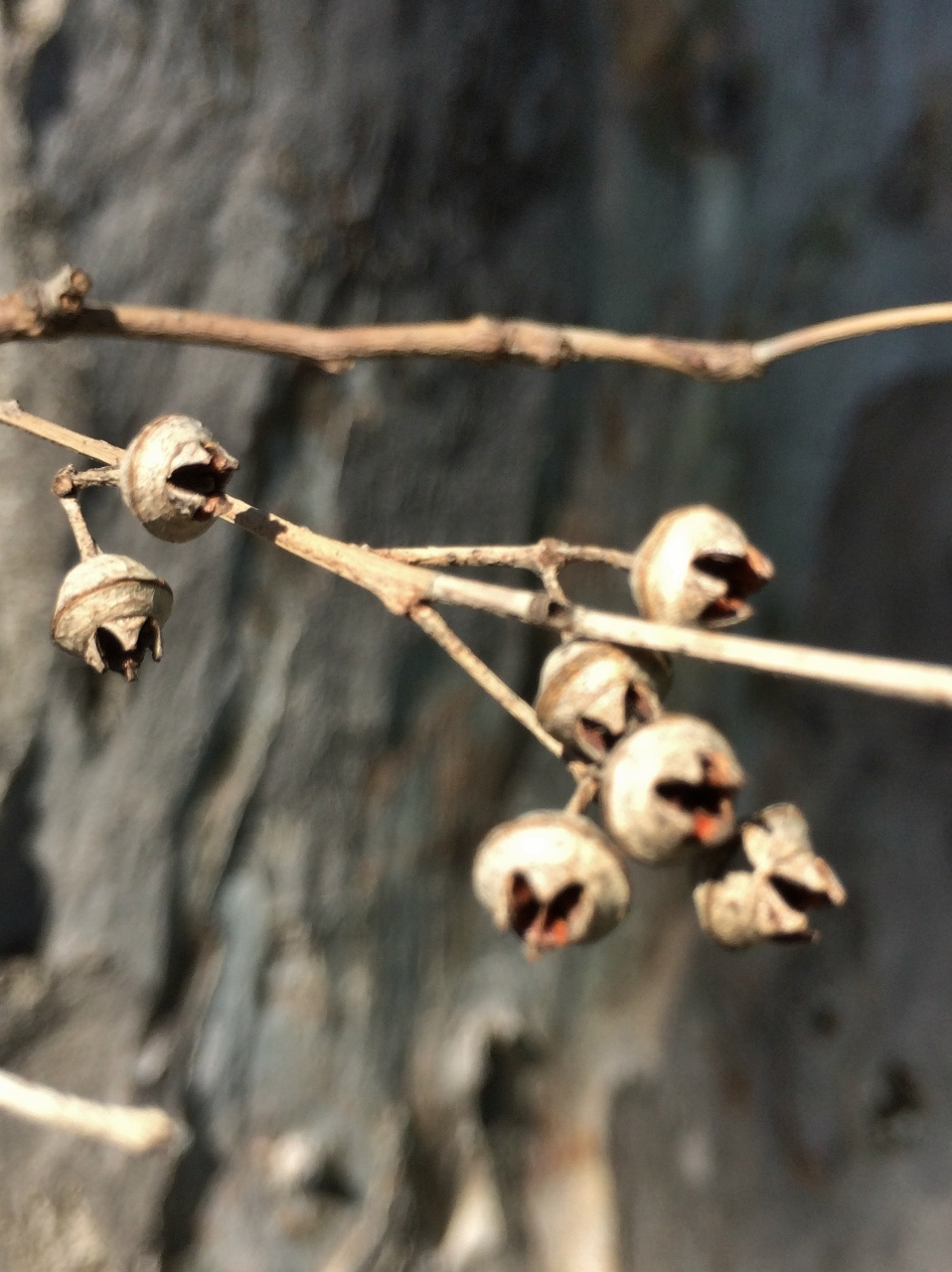
Vyprázdněné tobolky

Blahovičník pobřežní (Eucalyptus camaldulensis) je listnatý, stálezelený, rozkladitý strom, jeden z asi 800 druhů rodu blahovičník pocházející z tropické a subtropické Austrálie. Je obecně znám tím, že v jeho koruně žije a listy se živí vačnatec koala medvídkovitý.

## Výskyt
Je nejrozšířenějším druhem rodu, z domácí Austrálie byl druhotně zavlečen hlavně po jižní Asii, Střední a Jižní Americe, Africe i ostrovech Tichomoří, je také pěstován v subtropickém evropském Středomoří. Je vysazován jako nenáročný, rychle rostoucí strom snášející vlhké i suché prostředí, který se ovšem někde samovolně šíří mimo vyhrazené prostory. Jeho druhové jméno "pobřežní" se nevztahuje na pobřeží mořské, ale na břehy podél odvodňovacích toků v ploché australské krajině, které se sezónně rozlévají a následně i na dobu až osmi měsíců vysychají.

## Ekologie
Je dominantním a vysoce adaptabilním stromem schopným snášet krátkodobé i několikametrové záplavy vystřídané dlouhodobým suchem. V těžké jílovité půdě s vysokým obsahem vápníku nebo naopak v silně kyselé roste stejně dobře jako na zasolených okrajích bezodtokových jezer. Pro doplnění nedostatkových živin vytváří oboustranně prospěšné symbiotické mykorhizní asociace s různými houbami, s kterými si vyměňuje potřebné látky. Dožívá se vysokého věku, často bývá součástí rozlehlých blahovičníkových lesů.
Je rozšířen na územích s podnebím od tropického přes subtropické až po teplé mírné. Roste v nadmořské výšce od 0 do 1500 m, v oblastech s průměrnými ročními srážkami 250 až 2500 mm tam, kde zimní teploty neklesají pod +5 °C. Při ekonomickém pěstování pro těžbu dříví je pro zdárný růst zapotřebí nejméně 400 mm srážek a průměrná teplota 18 až 25 °C. Za příhodných podmínek strom přirůstá velmi rychle, za rok až 3 m; za nevhodných neroste, jen přežívá.
Doba kvetení závisí na lokalitě, v Austrálii kvete na jihu v létě, na severozápadě na podzim a na severovýchodě v zimě a na jaře. V jiných oblastech rozkvétá odlišně dle místních podmínek, např. jedinci kvetoucí v Austrálii v létě nasazují květy v jižní Africe v zimě. Od opylení do zralosti plodů uplynou asi čtyři měsíce, mladý jedinec vyrůstá rychle a poprvé vykvete již ve třech až pěti letech. Uvádí se, že pokud je exemplář na vhodném místě a nezasáhne ho požár, má šanci dožít se 500 let. Ploidie druhu je 2n = 22.

## Popis
Blahovičník pobřežní je statný strom vysoký 20 až 30 m (výjimečně až 45) s průměrem kmene 1 až 2 m, který ve své australské domovině patří mezi nejmohutnější dřeviny. Jeho kmen se poměrně nízko nad zemí řídce větví do mohutné, rozložité koruny s hrubými větvemi, která bývá široká až 20 m. Letorosty jsou načervenalé, dlouhé a svěšené. Kůra je hladká, tenká, mívá barvu bělavou, šedě nebo žlutě zelenou a odlupuje se v pruzích nebo nepravidelných cárech. V dolní části kmene, do výšky asi 2 m, bývá kůra mnohem hrubší a slouží jako chabá ochrana před ohněm.
Listy s řapíky jsou dvoutvaré, mění se s věkem stromů. Mladé mají listy vstřícné, vejčité či široce kopinaté, až 9 cm dlouhé a 4 cm široké, zelené nebo se slabým nádechem do šeda či modra. U starších rostou listy střídavě, jsou úzce kopinaté, až 30 cm dlouhé a 2 cm široké, na vrcholu zašpičatělé, lehce zkroucené a tence kožovité. Kořeny stromu sahají do velké hloubky i šířky a mají extrémně rozvinutou schopnost nasávat podzemní vodu.
Květenství je terminální lata tvořená průměrně devíti drobnými, bílými květy na stopkách dlouhých asi 1 cm, květní poupata jsou kulovitá a mají výrazný zobáček. Oboupohlavné květy s polokulovitou češulí mívají po čtyřech srostlých kališních i korunních lístcích a větší počet tyčinek s obvejčitým, podélně se otvírajícími prašníky. Semeník má tři až čtyři oddíly s mnoha vajíčky a dlouhou tlustou čnělku s bliznou. Květy jsou protandrické, poskytují hojně nektaru i pylu a bývají opylovány hmyzem i ptáky, ovšem opylena bývá jen necelá polovina nasazených květů. I když jsou květy samosprašné, opylení vlastním pylem má za následek menší velikost plodů a snížený počet semen v nich, slabší klíčivost semen a sníženou vitalitu semenáčů.
Plody jsou stopkaté, téměř kulovité, asi 5 mm velké tobolky otvírající se 4 až 5 chlopněmi. Obsahují množství drobných žlutých nebo žlutohnědých semen menších než 1,5 mm, která bývají rozptylována větrem nebo záplavovou vodou, po níž mohou bez újmy plout i několik dnů. Vzrostlý strom produkuje asi milion drobných semen ročně po dobu mnoha let, do jednoho kilogramu se jich vejde okolo 700 000.

## Význam
Blahovičník pobřežní je vhodnou dřevinou pro osazení zamokřených, stejně jako vyprahlých či zasolených pozemků, kde mimo ochrany před půdní erozi dává množství dřeva a základní potravu a prostor k životu pro býložravé koaly. Mohutné stromy poskytují také ve svých dutinách útočiště pro hnízdění mnoha ptákům, např. pro papouška nádherného a papouška kouřového. Kvetoucí stromy jsou pro svou mohutnost a množství květů s bohatou zásobou nektaru i pylu hlavním zdrojem pro včely při tvorbě australského medu, který je zlatavé barvy, brzy krystalizuje a téměř nevoní. Lesní porosty bývají často poškozovány ohněm, na který jsou mladší stromy velmi citlivé a dochází i při jeho nižší intenzitě k poškozování rostlinného pletiva. Oheň se rychle šíří i větrem roznášenými odlupujícími se cáry hořící kůry.
Tento druh patří mezi lesní stromy nejčastěji vysazované na rozlehlých plantážích v zemích všech světadílů s tropickým a subtropickým klimatem. Semena vyklíčí za týden, za pět měsíců semenáče dorostou do výšky 0,5 m a pak se vysazují se na stanoviště ve sponu 4×4 m, kde se rok udržují bez plevele a v době sucha zavlažují. Mladé stromky povyrostou za rok až 3 m, od třetího roku se každoročně prořezávají na dřevo k topení, pro výrobu dřevěného uhlí i celulózy a v deseti létech se kácejí na řezivo a obměňují za nové.
Dřevo má hezkou červenou barvu, jemnou texturu, je pevné, trvanlivé a poměrně těžké, jeho měrná hmotnost je asi 950 kg/m³. Používá se pro zhotovení speciálního nábytku, na soustružené i truhlářské výrobky, kvalitní stavební dřevo, sloupky, železniční pražce, podlahy, pobřežní mola i ke stavbě lodí, je odolné proti termitům. Hojně se využívá pro výrobu buničiny, celulózy a na zhotovení dřevotřískových desek. Jeho dřevo se v domácnostech používá na otop, má velkou výhřevnost a připravuje se z něj kvalitní dřevěné uhlí používané v průmyslu.
Dřevo a hlavně listy obsahují až 0,4 % 1,8-cineolu, látku s výraznými antimikrobiálními a protizánětlivými účinky a užívanou v léčitelství jako "eukalyptový olej" při aromaterapii. Kmeny stromů se využívají pro pěstování houby houževnatce jedlého (šitake).

## Invazivita
Schopnost růst za velmi rozdílných podmínek, v suchu, mokru, ve slané půdě, potencionálně rychlý růst, schopnost reprodukce v mladém věku, tvorba velkého množství semen a jejich snadný rozptyl předurčují blahovičník pobřežní stát se invazním druhem.
Za hlavní negativní účinky na okolní přírodu je považováno potlačování potravinářských plodin rostoucích v okolí nadměrnou spotřebou vody, do vzdálenosti 40 m od stromu je pozorována menší dostupnost vláhy pro ostatní rostliny. Dále je za nepříznivou okolnost považováno vylučováním alelopatických látek a tím odstranění většiny rostlinstva tvořící podrost a umožnění následné eroze obnažené půdy i likvidace většiny volně žijících drobných živočichů.